# Matthäus Kern

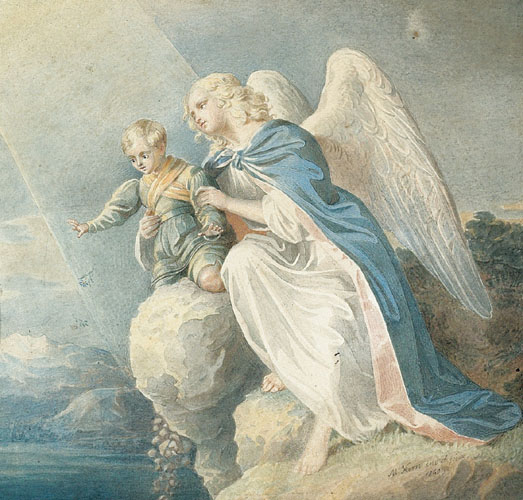
Matthäus Kern: Schutzengel, 1840

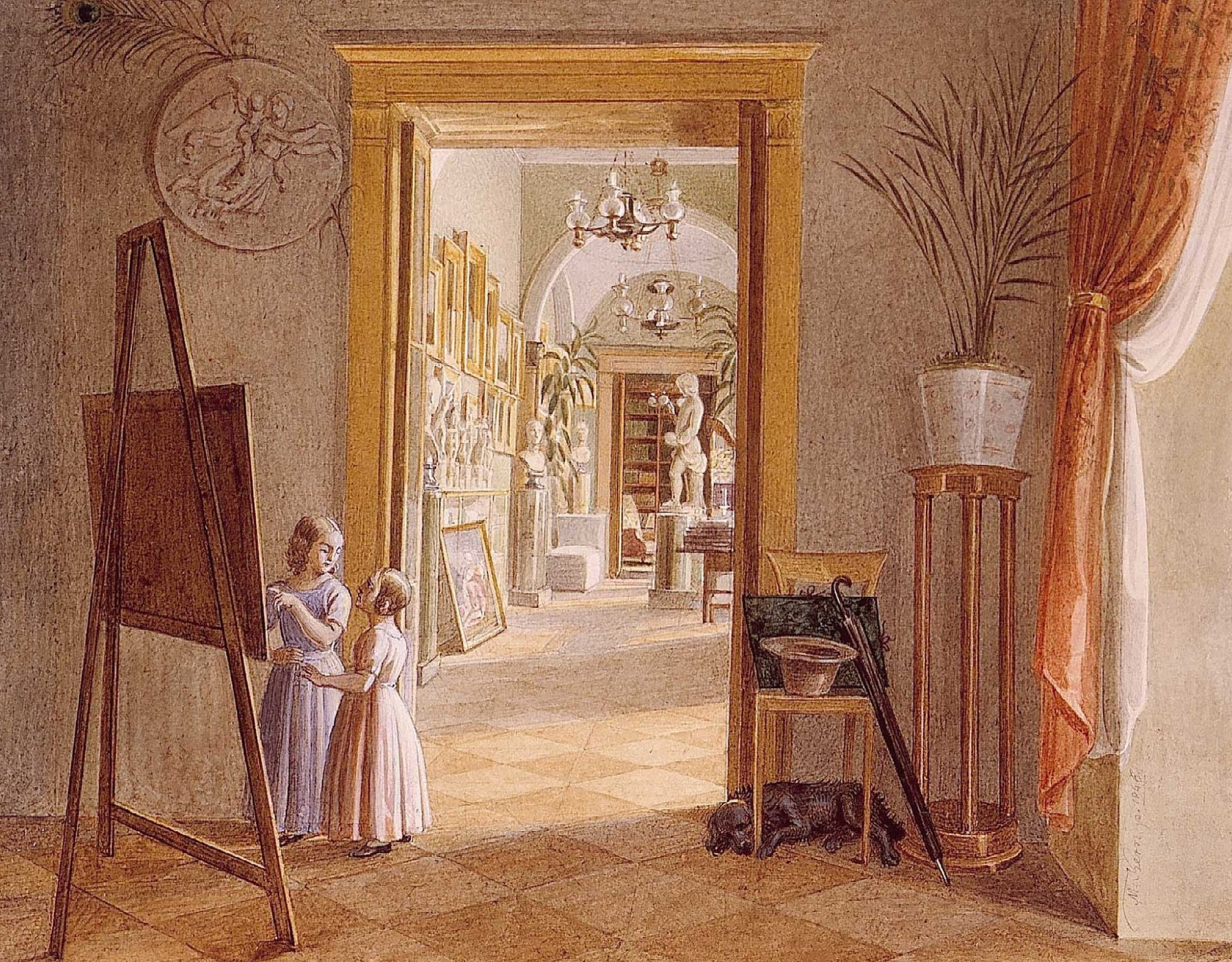
Matthäus Kern: Künstlerwerkstatt, 1846

Matthäus Kern (* 5. September 1801 in Riedhausen; † 22. Juni 1852 in Wien) war ein deutscher Maler, Lithograf, Kupferstecher und Radierer.

## Leben
Kern wurde in dem damals zur Grafschaft Königsegg-Aulendorf gehörenden Dorf Riedhausen in Oberschwaben geboren. Er war ein Schüler des Malers Johann Georg Sauter in Aulendorf und studierte von 1823 bis 1827 an der Wiener Akademie der bildenden Künste bei Johann Peter Krafft. Dort befreundete er sich mit Friedrich von Amerling und Carl Heinrich Rahl.
Bis 1848 war er mit kurzen Unterbrechungen in Wien tätig, wo er als Porträtmaler (insbesondere von aquarellierten Miniaturen) und Maler von detaillierten Innenansichten von Schlössern und Kirchen gefragt war. Vor allem Mitglieder des Adels bis hin zur kaiserlichen Familie (einschließlich Kaiser Ferdinand I.) gehörten zu seinen Auftraggebern. Auch in der Genremalerei war er erfolgreich, hier bevorzugte er Szenen aus der Literatur, etwa aus Werken Lenaus, Uhlands oder Zedlitz’.
Als Lithograf veröffentlichte er u. a. Gruppenporträts wie einen Porträtzyklus lebender österreichischer Dichter auf einem Blatt (1841), die Porträts der „Tiroler Helden von 1809“ (1844) und ein Blatt mit 48 Porträts der Mitglieder des „Landtags in Preßburg“.
Im Revolutionsjahr 1848 zog sich Kern mangels adliger Aufträge von Wien in sein Heimatdorf Riedhausen zurück, später ins nahe Königseggwald und in die Schweiz, wo er Fresken für Kirchen malte, um seine in Wien zurückgebliebene Familie ernähren zu können. 1851 kehrte er krank nach Wien zurück und stellte wieder bei den Ausstellungen der Akademie aus, 1852 starb er in Wien.

## Werke (Auswahl)
- Porträt Franz Grillparzer, Museum der Stadt Wien
- Porträt Johann Nepomuk Vogl, Museum der Stadt Wien (Digitalisat der Bayerischen Staatsbibliothek)
- Selbstporträt, Aquarell, 1838, Kupferstichkabinett der Akademie der Bildenden Künste, Wien
- Herrenbildnis, 1846, Kunsthalle Bremen (Digitalisat)
- Künstlerwerkstatt, 1846, Museum der Stadt Wien